# Elsa Martínez
Elsa Martínez  fue una actriz, escritora y libretista argentina.

## Carrera
Martínez fue una actriz de reparto y, principalmente, una importante guionista de varios teleteatros.
Como actriz cinematografía brilló con destacadas figuras de la escena nacional como Fanny Navarro, Emperatriz Carvajal, Pedro Tocci, Elsa O'Connor, Froilán Varela, entre otros.
Con el trabajo actoral lo fue paralelamente unido al literario tanto como autora teatral como guionista en televisión en programas como Teleteatro del hogar, El Teleteatro para la Hora del Té, Costa prohibida (1958),Las campanas de Santa María,Nosotros y alrededor la vida, Ana del aire, La Rebelde de los Anchorena, La cruz de Marisa Cruces (1969/1970) y Estación retiro (1971), Mi amigo Andrés. (1973) Canal 13,  entre muchos otros.
En televisión actuó en 1967, en el teleteatro Nosotros ... y alrededor la Vida, junto a Gilda Lousek.
En 1944 actuó en la obra Mis amadas hijas, en el Teatro Artigas, encabezada por Narciso Ibáñez Menta, junto con Miriam de Urquijo, Arsenio Perdiguero Díaz, Marcial Manent y gran elenco.
Siendo comunista, integra en 1946 la lista de "La Agrupación de Actores Democráticos", en pleno gobierno de Juan Domingo Perón, y cuya junta directiva estaba integrada por Pablo Racioppi, Lydia Lamaison, Pascual Nacaratti, Alberto Barcel y Domingo Mania.

## Filmografía
- 1939: Ambición
- 1939: Nuestra tierra de paz
- 1943: Frontera Sur[6]